# Anthidium nigroventrale
Anthidium nigroventrale är en biart som beskrevs av Wu 1982. Anthidium nigroventrale ingår i släktet ullbin, och familjen buksamlarbin. Inga underarter finns listade i Catalogue of Life.